# A. Carli Frères
A. Carli Frères was een  Belgische firma die vanaf begin twintigste eeuw tot in de jaren 1970 beelden produceerde in gips, klei, albast, marmer en brons. Het bedrijf was in Schaarbeek gevestigd en wist bekende beeldhouwers aan zich te binden, onder wie Riccardo Aurili en Gustave Van Vaerenbergh. 

## Het bedrijf
Het bedrijf werd aan het begin van de twintigste eeuw opgericht door de beeldhouwer Antonio Carli die in 1868 geboren was in Bagni di Lucca en in 1894 naar België was verhuisd. Hij vestigde zijn atelier aan de L'Olivierstraat 46-48 te Schaarbeek. Hij was de eerste zaakvoerder van het bedrijf.
   

In het bedrijf waren verschillende familieleden actief, aanvankelijk als modelleur, het vervaardigen van  matrijzen voor gipsafdrukken. Gekende familieleden waren zijn broer Carlo Carli (geboortedatum onbekend). en daarnaast twee zonen van Carlo, te weten Giovanni Ornido Carli (roepnaam Ornido, 1887) en Giovanni Ambrogio Guido (roepnamen Guido en Jean,1895). Zij waren allen geboren in Bagna di Lucca.  

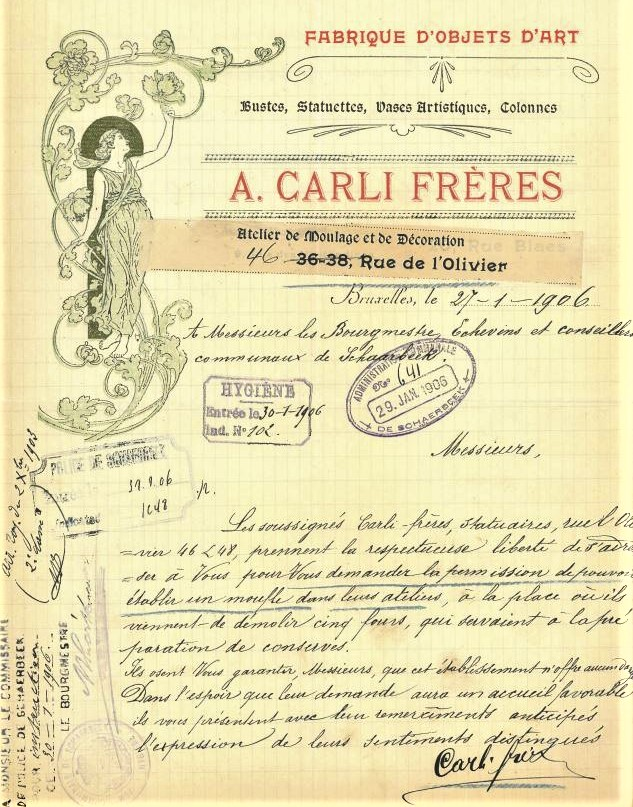
Vergunningaanvraag door A. Carli Frères uit 1906

Er zijn geen bronnen over andere broers of familieleden in de open archieven van Schaarbeek, maar dit is niet uitgesloten gezien de archieven van Schaarbeek grotendeels vernield werden door een brand in 1911.
Antonio Carli benoemde in de jaren 1940 zijn neef Guido (Jean) tot zaakvoerder. Antonio Carli was ongehuwd en vroeg in 1950 het Belgisch staatsburgerschap aan, tegelijk met zijn neef Guido (Jean) Carli. In datzelfde jaar adopteerde Antonio zijn neef Guido (Jean), die in de notariële akte werd aangeduid als beeldhouwer en uitgever van kunstbeelden. Dat Guido (Jean) van modelleur was gepromoveerd tot beeldhouwer blijkt ook uit de opvallend grote productie met signatuur van Jean Carli.
A. Carli Frères telde bij aanvang ongeveer twintig en op het hoogtepunt ongeveer honderd werknemers. Het bedrijf was commercieel actief in meerdere landen. Vanaf 1910 exposeerde de firma sculpturen in terracotta, brons en gips op alle belangrijke beurzen. De producten werden verkocht via vertegenwoordigers in België en Frankrijk en de firma had depots in Parijs, Londen, Berlijn, Rome en Florence.

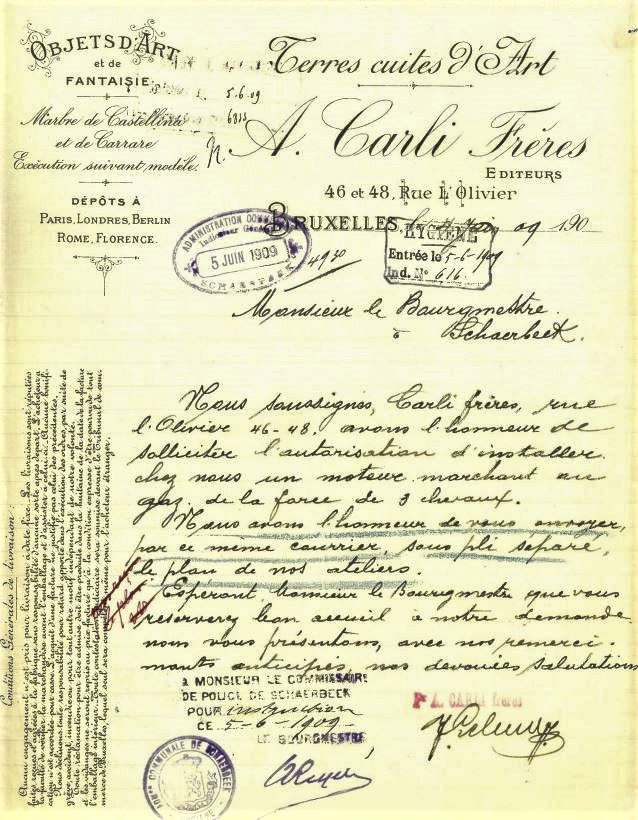
Vergunningsaanvraag door A. Carli Frères uit 1909

Het is niet bekend wanneer het bedrijf is beëindigd. In 1949 vroeg Guido Carli, op dat moment zaakvoerder, bij de gemeente Schaarbeek voor het bedrijf een verlenging aan voor een duur van dertig jaar, in casu tot 1979. De gemeente keurde de aanvraag goed. De aanwezigheid op een beurs in 1970 is echter de laatst bekende vermelding van de firma.

## Producten
A. Carli Frères was gespecialiseerd in het maken van religieuze beelden in gips en van goedkope decoratieve beelden zoals klokken, figurines, garnituren en vazen in gips en terracotta. De meeste beelden waren ontworpen in een kenmerkende vintage-stijl, die aanleunde tegen de art-nouveau- of art-decostijl, dikwijls in vele kleuren. Alle beelden in gips en terracotta werden in het atelier in serie geproduceerd met behulp van matrijzen die gemaakt waren door eigen modelleurs ('mouleurs en plâtre').
Daarnaast maakte het bedrijf duurdere klassieke en art-nouveau beelden van hoge kwaliteit in marmer, albast en brons. Veel beelden waren geïnspireerd op oudere bestaande beelden, waarvan het bedrijf nieuwe varianten afleverde die de inspiratiebron in kwaliteit overtroffen. De firma produceerde ook op bestelling, dikwijls op basis van een afbeelding van een bestaand beeld. Beelden in steen van een zelfde serie werden handmatig gereproduceerd en waren daarom altijd licht verschillend. Opvallend is een herhaling van een thema met lichte variaties, bijvoorbeeld een andere stand van het hoofd of licht verschillende kledij. De meeste beelden werden gemaakt in meerdere soorten albast met een hoekige marmeren sokkel. Het bronsgieten gebeurde in de 'Ateliers H. Dechaineux' in Schaarbeek.
In een latere fase was er, naast de kenmerkende beelden uit het verleden, een opvallend grote productie van religieuze beelden met signatuur van de beeldhouwer Jean Carli.

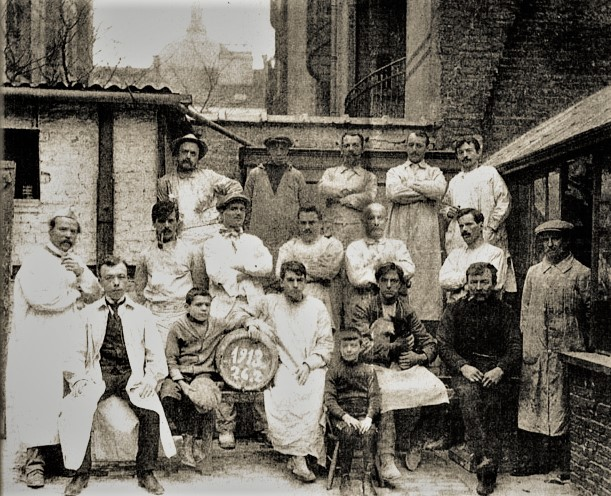
De werknemers van het bedrijf A. Carli Frères in 1913. Links boven staat Gustave Van Vaerenbergh, op de bovenste rij in het midden Riccardo Aurili en vermoedelijk links onderaan de Carli's.

## Beeldhouwers in dienst en onder contract
Naast Antonio en Jean (Guido) Carli en waarschijnlijk ook Ornido Carli waren meerdere beeldhouwers actief in het bedrijf.
De Florentijnse beeldhouwer Riccardo Aurili werkte er van 1905 tot 1914. Hij was reeds een beeldhouwer van naam toen hij in dienst kwam.
Een van de bekendste en productiefste beeldhouwers was Gustave Van Vaerenbergh, aanvankelijk modelleur, maar in 1906 reeds aangesteld als beeldhouwer. Hij maakte beelden in een breed scala van technieken van chryselephantines, bronzen pierrotsen bustes van jonge vrouwen in albast tot eenvoudige gipsen garnituurbeelden. Die laatste werken zijn in kwaliteit ver verwijderd van zijn chryselephantines en marmeren en albaster beeldhouwwerken, maar ze waren ongetwijfeld belangrijk voor het commerciële succes van de onderneming A. Carli Frères.
Het bedrijf stond naast de productie ook in voor de verdeling (uitgifte) van beelden van eigen productie en van die van andere beeldhouwers, zoals Johannes Dommisse, Salvatore Melani, Dominique Gabriel Parentani, Guelfi Guelfo, Pierre Balestra en Togneri. De contractuele band met A.Carli Frères is niet gekend. Gelijkaardige beelden van bijvoorbeeld Salvatore Melani en Guelfo Guelfi zijn ook verdeeld door Arnova (later Moderna), een van de vele gipsgieterijen die destijds in dezelfde sector actief waren. 
Een merkwaardige figuur is Pietro (Pierre) Balestra (niet te verwarren met de 17e-eeuwse beeldhouwer Pietro Balestra (1672–1729)). Pietro Balestra was in 1872 in Turijn geboren en was in 1898 ingeschreven als buitenlandse leerling aan de academie van Parijs. Hij emigreerde naar België en woonde gedurende een langere periode in Gent. Zijn naam vindt men ook terug op dezelfde beelden die eerder gesigneerd werden door Van Vaerenbergh of zelfs de typische heiligenbeelden van Jean Carli. Ook bij andere gipsafgieterijen vindt men zijn naam terug. Dit wijst op een beeldhouwer-modelleur in loondienst bij verschillende bedrijven of een zelfstandig beeldhouwer-modelleur die in opdracht van verschillende bedrijven werkte.

## Signatuur
De beelden in gips en terracotta dragen alle een serienummer en dikwijls de markering in drukletters 'Made in Belgium'. Kenmerkend voor de beelden van A. Carli Frères is dat 'Made in' boven 'Belgium' is gepositioneerd. Daarnaast wordt doorgaans de signatuur van een beeldhouwer vermeld. Behalve de initialen is deze signatuur meestal in kleine letters.
Soms is alleen de familienaam van de beeldhouwer vermeld, doch meestal ook het initiaal van de voornaam, bijvoorbeeld A. Carli, G. Van Vaerenbergh, S. Melani en J. Domisse, maar ook Guelfi of Aurilli. Een uitzondering is Jean Carli, die soms zijn voornaam voluit vermeldt, drukletters gebruikt en soms tot sierlijke handtekeningen overgaat. G. Carli (waarschijnlijk Giovanni Ornido Carli) signeert in handschrift met een kenmerkende 'G'.
Opvallend is dat werken uit een serie die gesigneerd zijn door Gustave Van Vaerenbergh soms ook terugkomen met de signatuur Carli, A. Carli of G. Carli. Waarschijnlijk zijn dit kopieën van de beelden Van Vaerenbergh gemaakt na zijn vroegtijdig overlijden. De lichte variaties in de beelden kunnen naast esthetische redenen ook het vermijden van auteursrechten tot doel hebben.  
Op de bronzen beelden die gegoten werden in de 'Ateliers H. Dechaineux' in Schaarbeek is de naam van dat atelier soms vermeld.

## Verwarring
Er zijn geen banden tussen het bedrijf "A. Carli Frères" uit Schaarbeek en de beeldhouwers Auguste Carli en zijn broer François Carli uit Marseille. en hun "Atelier-museum frères Carli" voor reproductie van beeldjes in gips. Het is dus geen bijhuis van dit atelier-museum zoals dikwijls vermeld wordt.
Door het gebruik van de signatuur "Carli" in diverse variaties worden de werken uit het atelier van A. Carli Frères zeer dikwijls foutief aan Auguste Carli en aan de Italiaanse beeldhouwer Giuseppe Carli (1915 - 1987) toegeschreven, zelfs wanneer er "made in Belgium" op vermeld staat.

## Galerij

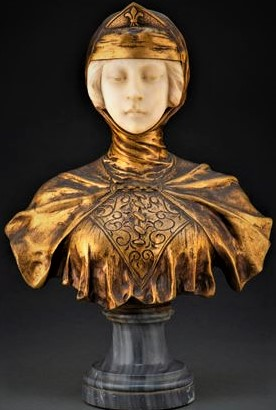
G. Van Vaerenbergh: Jeanne d'Arc (Chryselephantine)
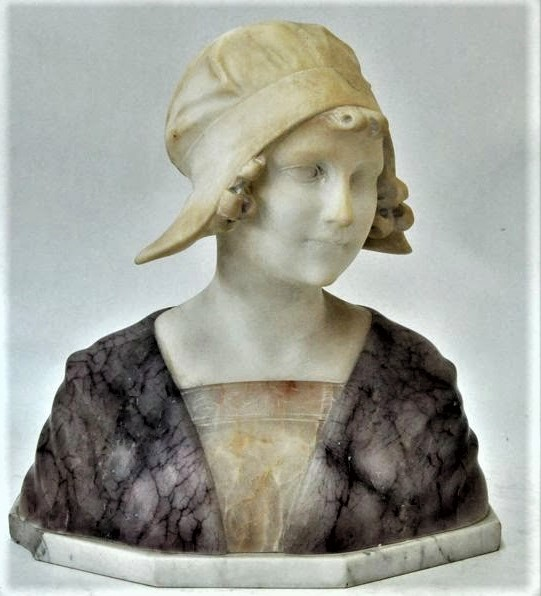
Gustave Van Vaerenberg: Jongedame met muts (marmer)
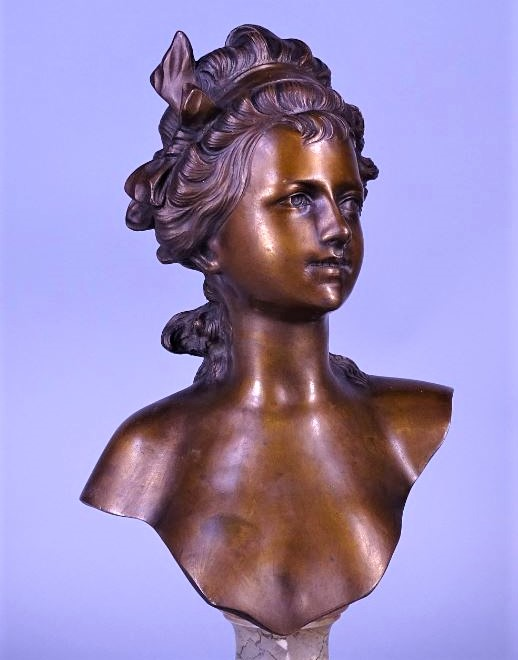
Gustave Van Vaerenbergh: buste (brons)
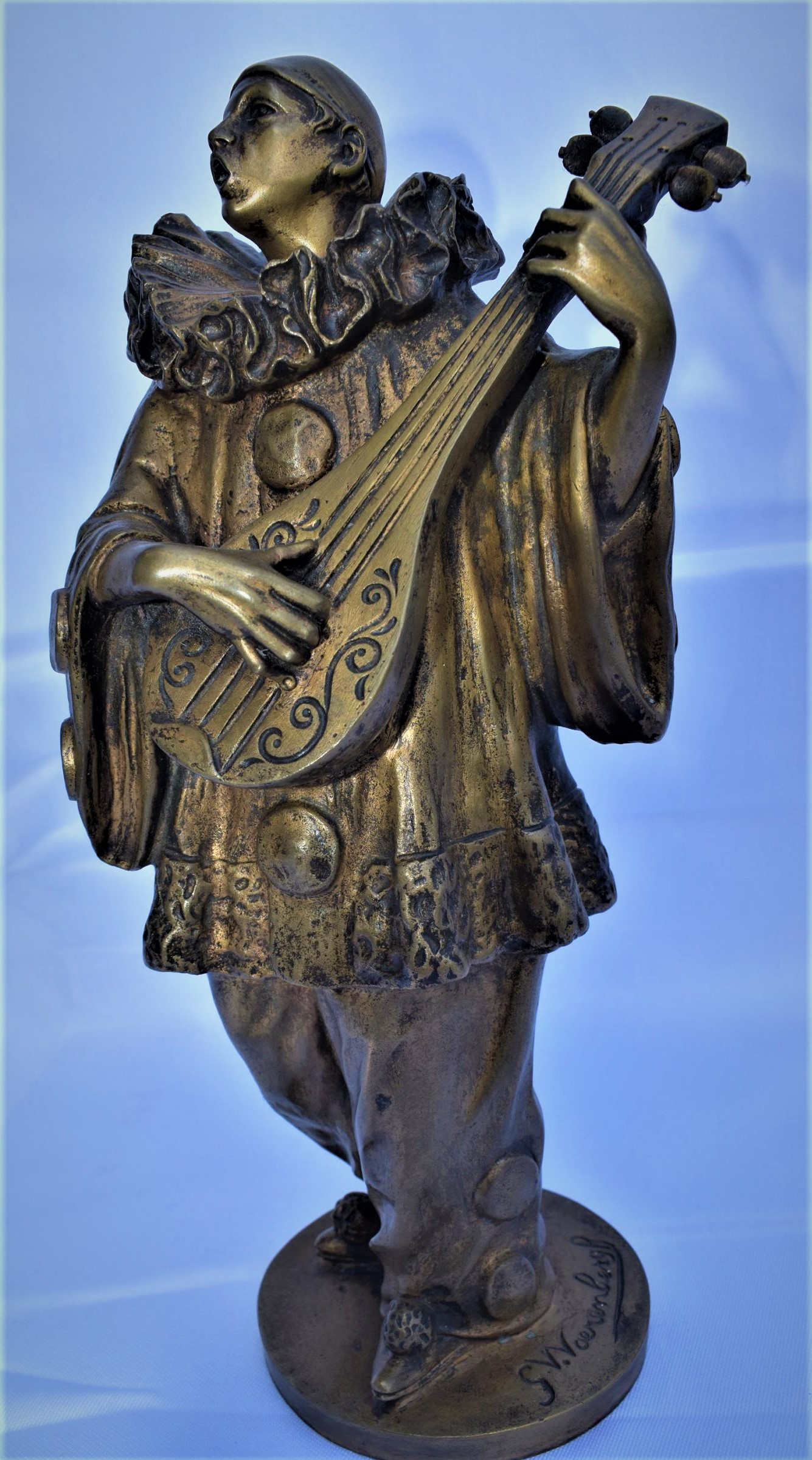
Gustave Van Vaerenbergh: Pierrot (brons)
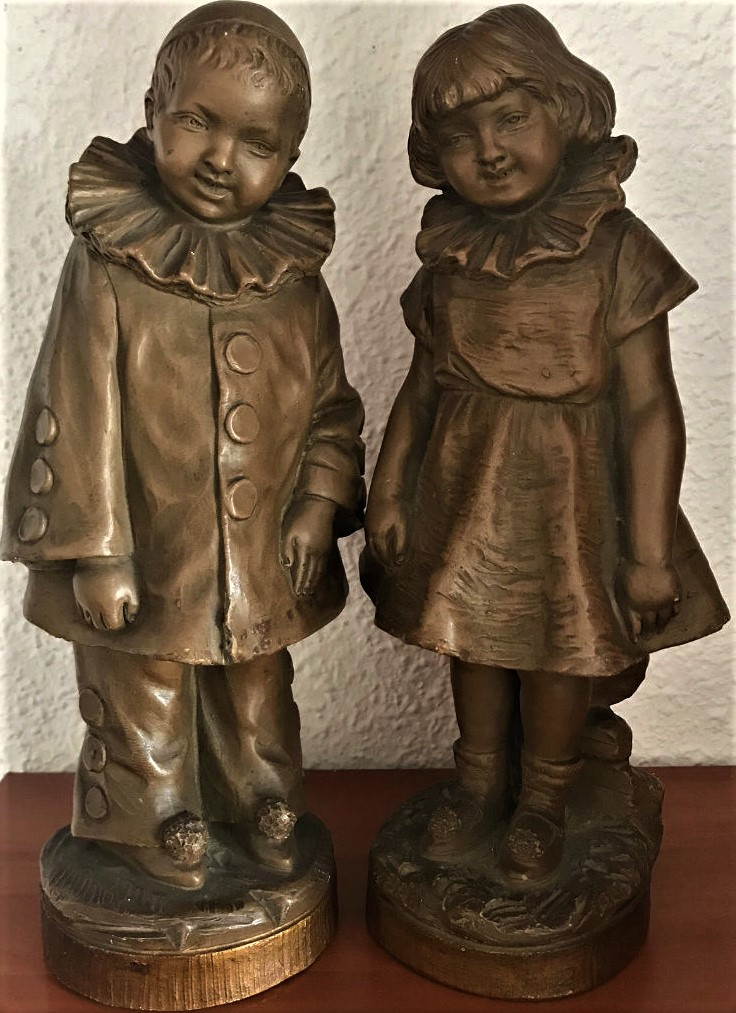
Gustave Van Vaerenbergh: Pierrots (gips)
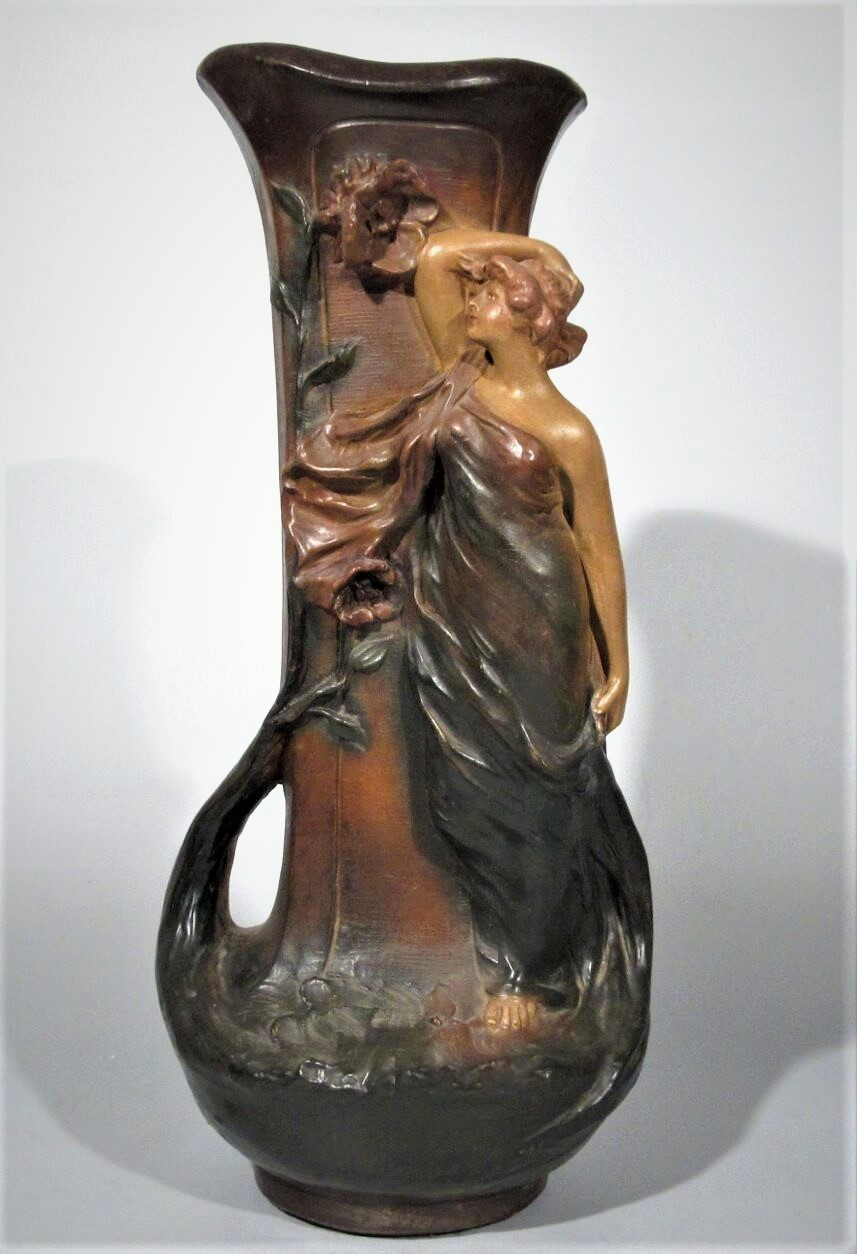
Gustave Van Vaerenbergh: Vaas (gips)
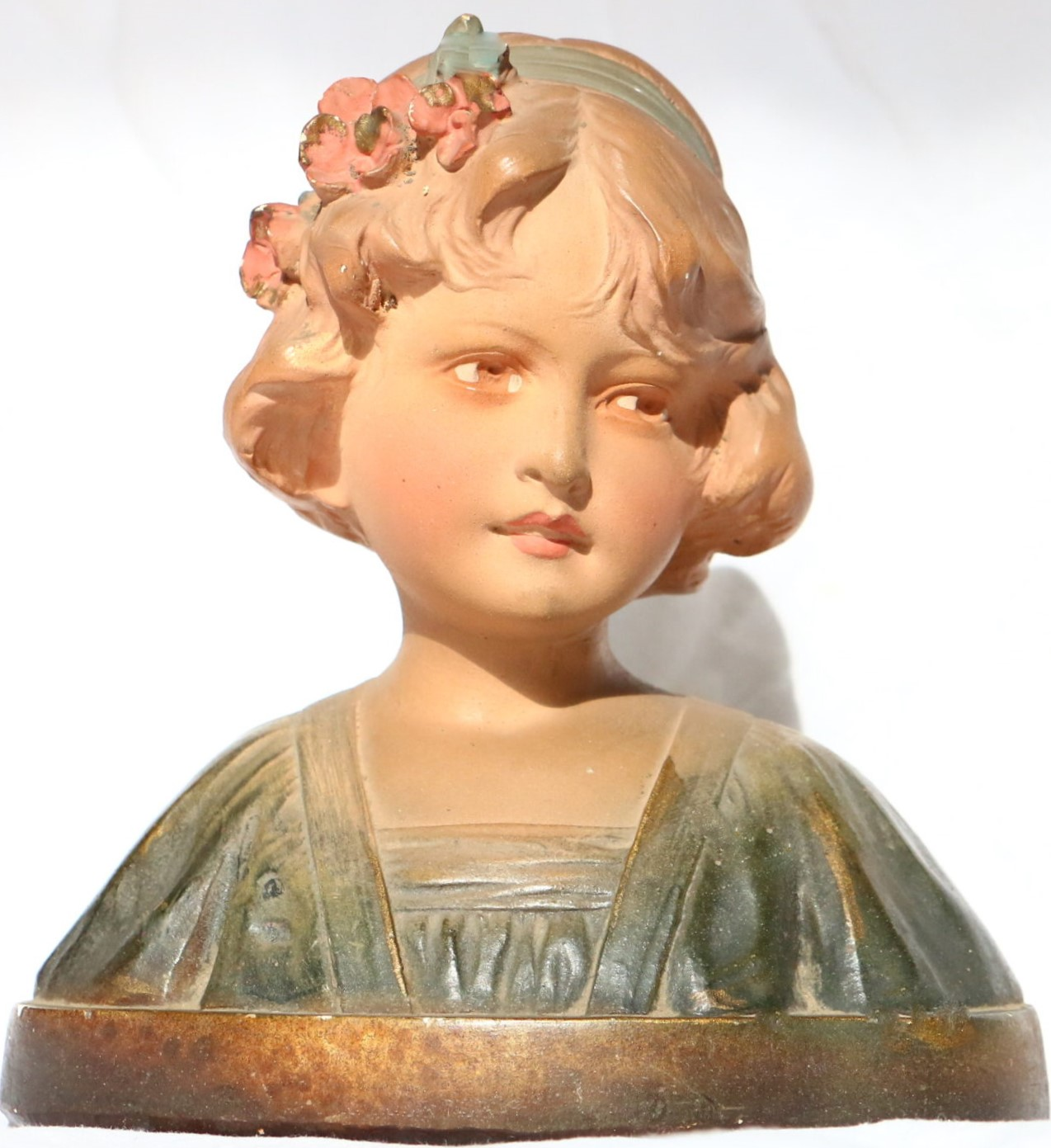
Gustave Van Vaerenbergh: Jong meisje (gips)
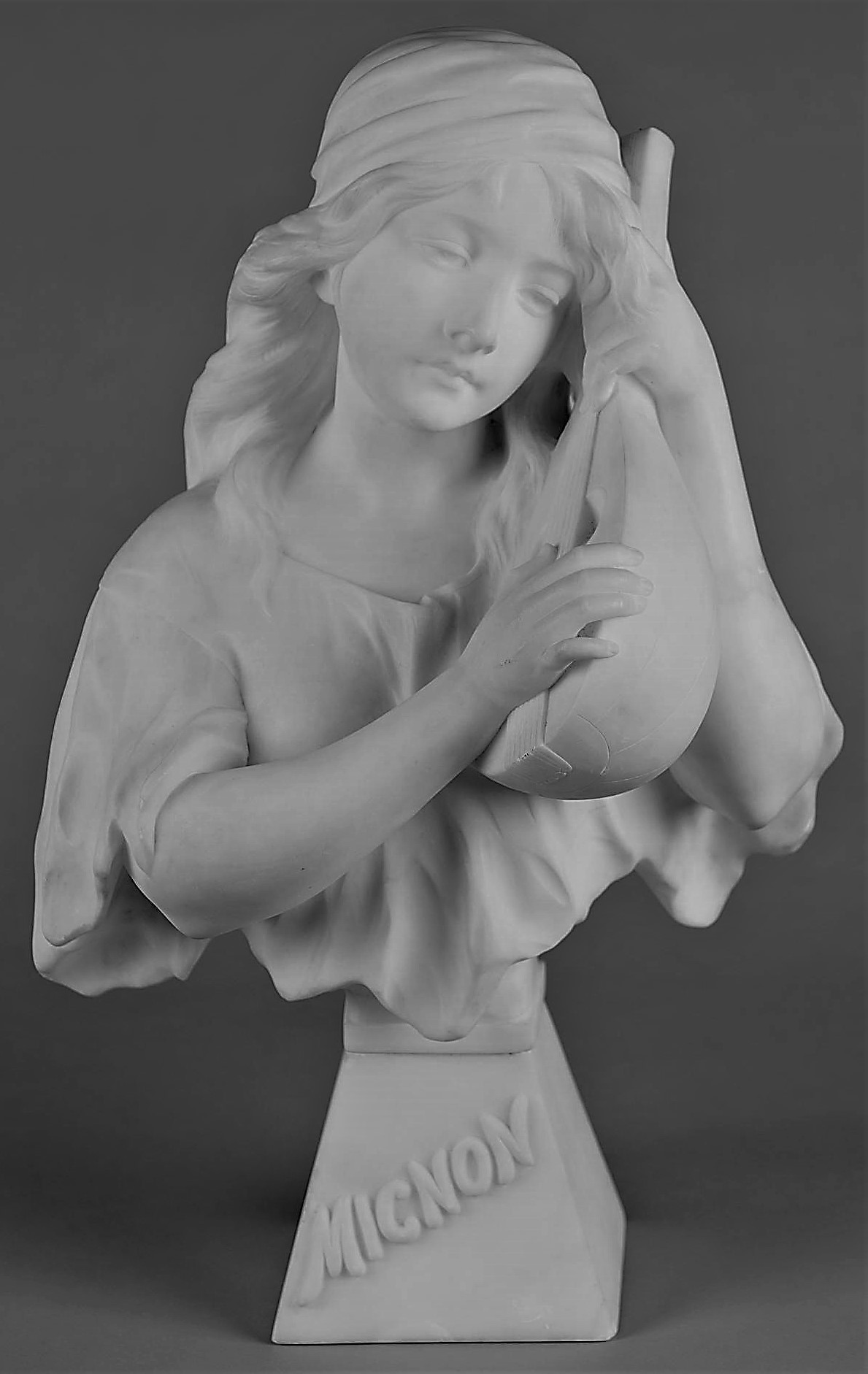
Riccardo Aurili: Mignon (albast)